# Théodore Villard
Pour les articles homonymes, voir Villard.
Théodore Villard (27 février 1838 à Paris - 9 février 1904 à Paris) est un ingénieur, industriel et homme politique français.

## Biographie
Ingénieur au sein de l'entreprise Ernest Goüin et Cie, il travaille sur les chantiers des Chemins de fer lombards en Italie en 1858, en Russie de 1859 à 1861, en Espagne de 1861 à 1864 (traversée des Pyrénées), en Italie de 1864 à 1866 (traversée des Apennins, ponts sur le Pô, sur l'Adige, etc), en Égypte en 1865 (mission spéciale aux travaux du canal de Suez) et en Autriche de 1868 à 1870 (chemin de fer du Tyrol). 
Il assure l'installation et la direction des ateliers pyrotechniques de Viviez en 1870-1871, puis réalise plusieurs missions pour le compte du ministère des Travaux publics jusqu'en 1872.
De 1872 à 1875, il est ingénieur-directeur des travaux de chemins de fer de Maine-et-Loire, grand pont sur la Loire, des Tramways Nord de Paris et de Nice.
Ingénieur chargé de la direction de grands travaux en France et à l'étranger, il est membre du comité consultatif des chemins de fer, du Conseil supérieur du travail et du Conseil supérieur de l'agriculture.
Il est président de la Compagnie des chemins de fer Bône-Guelma (filiale de la Société de construction des Batignolles) de 1883 à 1886 et directeur de la Société de construction du chemin de fer de Jaffa à Jérusalem. Il siège aux conseils d'administration de la Compagnie de l'Ouest algérien, de La Petite République française, de la Compagnie agricole de la Crau et des marais de Fos.
Adjoint au maire du 17e arrondissement de Paris en 1879, il est conseiller municipal de Paris (Plaine-Monceau) et conseiller général de la Seine de 1881 à 1887. Il devient par la suite maire d'Hyères en 1892.
Pour l'Exposition universelle de Paris de 1889, Théodore Villard et Charles Cotard construisirent sur l'Avenue de Suffren, à la limite du Champ-de-Mars le géorama monumental, animé d'un mouvement de rotation, intitulé « globe terrestre au millionième », d'un diamètre de 12,73 m,. Une des tourelles d'accès était munie d'un ascenseur Otis.
Il est vice-président de la Société nationale d'horticulture de France, ainsi que membre de la Société botanique de France et de la Société des amis des monuments parisiens.
Marié à Abeille Bixio, fille du ministre Jacques Alexandre Bixio et sœur de Maurice Bixio, il est le père d'Abeille Villard-Gallay (épouse de Robert Gallay) et de la comtesse de Kermel. Il est également le beau-père du général Jean-Léonard Koechlin-Schwartz.

## Publications
- Étude sur les chambres de travail, suivie d'un coup d'oeil historique sur l'économie politique en France, en Angleterre et en Allemagne (1883)
- Notes sur l'organisation du travail en France (1887)
- Les Syndicats professionnels, conférence faite dans le grand amphithéâtre de l'École des hautes études commerciales, le 23 janvier 1889 (1889)
- La Géographie et la statistique, conférence faite [à l'Exposition universelle], le 30 juillet 1899 (1889)
- Le Globe terrestre au millionième à l'Exposition universelle de 1889, notice précédée d'une lettre de M. Ferdinand de Lesseps (1889)
- Les associations du travail en France et à l'étranger (1890)
- Les Conditions sociales du travail en France à la fin du siècle dernier et de nos jours, conférence faite le 19 mars 1890 (1890)
- Le Travail collectif en France, ses intérêts, ses besoins, notes et conférences (1891)
- Premières notions d'économie sociale (1896)
- Les fleurs à travers les âges et à la fin du XIXe siècle (1900 - prix Joubert de L'Hyberderie)

## Décorations
- Officier de la Légion d'honneur (1890)[4]

### Source
- Nobuhito Nagaï, Les Conseillers municipaux de Paris sous la IIIe République 1871-1914, 2002
- Rang-Ri Park-Barjot, La société de construction des Batignolles: Des origines à la première guerre mondiale, 1846-1914, Presses Paris Sorbonne, 2005
- Gustave de Molinari, À Panama: L'isthme de Panama, la Martinique, Haïti